# Spanien i olympiska vinterspelen 1952
Spanien deltog med fyra deltagare vid de olympiska vinterspelen 1952 i Oslo. Ingen av landets deltagare erövrade någon medalj.